# Rudolf Strohmer

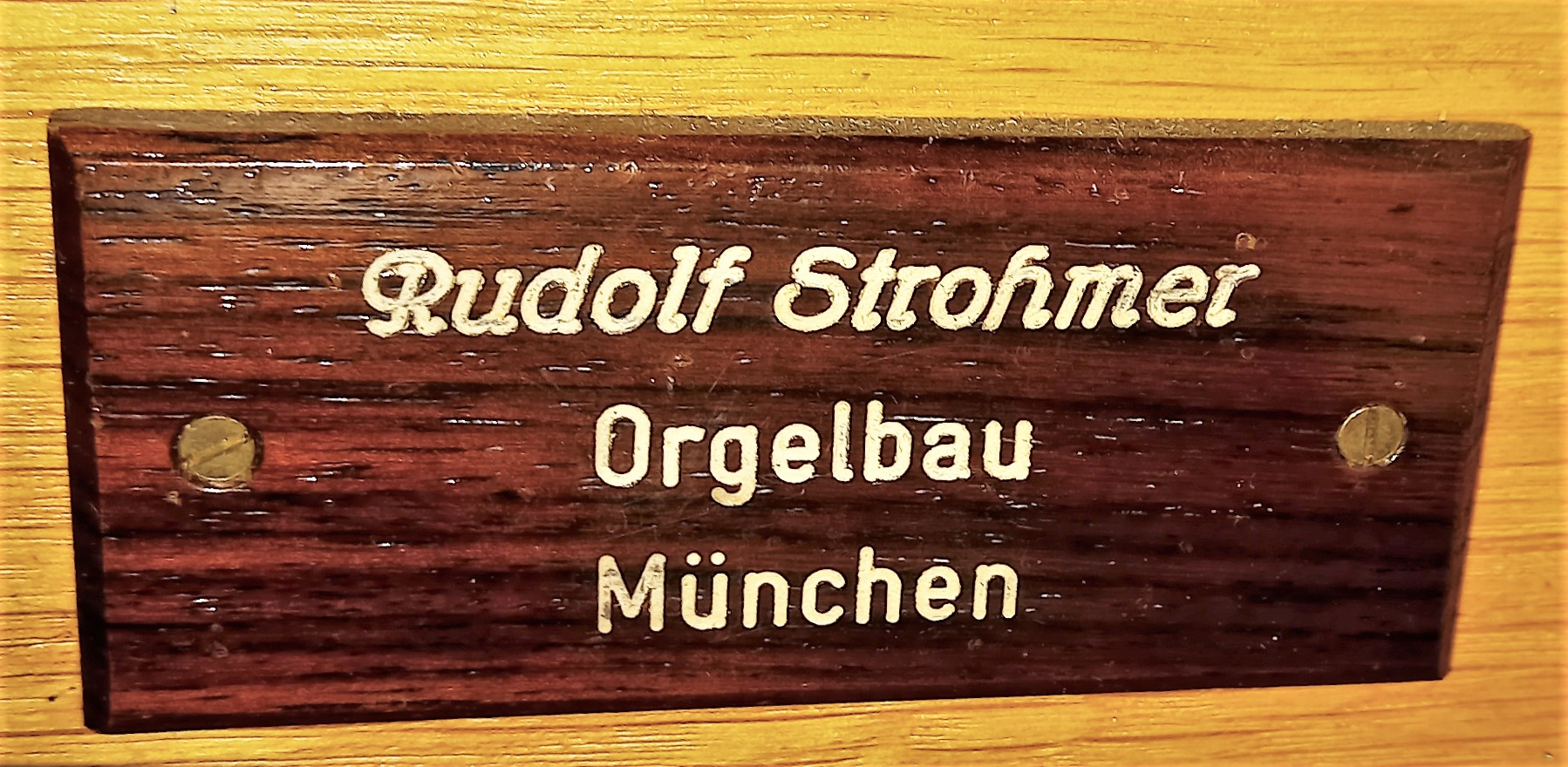
Firmenschild

Rudolf Strohmer (* 1942; † 2018) war ein oberbayrischer Orgelbauer. Er arbeitete zunächst für Nenninger und Stöberl, bevor er 1971 Meister wurde. Sein Werkstattsitz befand sich in der Volkartstraße im Münchner Stadtteil Neuhausen.

## Werkliste (Auszug)
| Jahr   | Ort                   | Gebäude                                    | Bild | Manuale | Register | Bemerkungen |
| ------ | --------------------- | ------------------------------------------ | ---- | ------- | -------- | --- |
| 1978   | Heimbach (Eifel)      | Abtei Mariawald                            |      | II/P    | 14       | Die Orgel befindet sich in einer Nische links des Lettners.                                                                           |
| ~ 1975 | München-Sendling      | Evangelische Kirche im Altenheim St. Josef |      | I/P     | 6        | Im historischen Gehäuse der Vorgängerorgel von Nenninger aus den 1920er Jahren. Außer dem Gehäuse wurden keine Teile wiederverwendet. |
| 1978   | München-Schwabing     | St. Barbara                                |      | II/P    | 15       | |
| 1979   | München               | Hausorgel                                  |      | II/P    | 10       | Die Orgel wurde nach Italien verkauft.                                                                                                |
| 1980   | Ottobrunn             | St. Albertus Magnus                        |      | II/P    | 17       | vollmechanisch, mit Seilzugtraktur.                                                                                                   |
| 1983   | Gemünd (Schleiden)    | Trinitatiskirche                           |      | II/P    | 19       | Im historischen Barockprospekt von 1747                                                                                               |
| 1986   | Neufahrn bei Freising | St. Franziskus                             |      | II/P    | 23       | elektrische Registertraktur |
| 1989   | München-Moosach       | Magdalenenkirche                           |      | I/P     | 6        | |